# 伊拉马亚
伊拉马亚（葡萄牙語：Iramaia）是巴西巴伊亚州的一个市镇。总面积1948.488平方公里，总人口13487人，人口密度6.9人/平方公里。